# McGrath-Nunatak
Der McGrath-Nunatak ist ein gebirgskammähnlicher, 1176,6 m hoher Nunatak im ostantarktischen Mac-Robertson-Land. Er ragt 11 km südöstlich des Van-Hulssen-Nunataks am westlichen Ende der Blånabbane auf.
Norwegische Kartographen kartierten ihn anhand von Luftaufnahmen der Lars-Christensen-Expedition 1936/37. Das Antarctic Names Committee of Australia benannte ihn nach Peter James McGrath (* 1939), Funker auf der Mawson-Station, der 1965 im Rahmen der Australian National Antarctic Research Expeditions an der Vermessung des Gebiets zwischen den Framnes Mountains und dem Depot Peak teilgenommen hatte.